# Hara Hiromu
Hara Hiromu (jap. 原 弘; * 22. Juni 1903 in Iida (Präfektur Nagano), Japan; † 26. März 1986 in Tokio) war ein japanischer Grafiker und Grafikdesigner, spezialisiert auf Gebrauchsgrafik.

## Leben und Werk
Hara Hiromu war Absolvent der Tōkyō-furitsu kōgei-gakkō (東京府立工芸学校, „Kunstgewerbeschule der Präfektur Tokio“) im Jahre 1921 und lehrte dort selbst von 1922 bis 1941. Während dieser Zeit beschäftigte er sich intensiv mit der künstlerischen Arbeit von László Moholy-Nagy, Herbert Bayer und El Lissitzky. Er hatte ebenfalls Verbindungen zu Murayama Tomoyoshi und anderen Mitgliedern der Künstlergruppe (Maler) Sankakai. Diese Kontakte hatten einen großen Einfluss auf seine spätere künstlerische Entwicklung und führten dazu, dass Hara als der Gründer des japanischen modernen Designs gilt.
Im Jahr 1933 beteiligte er sich an der Gründung des Japan Studios (Nihon Kōbō). Er gestaltete, in Zusammenarbeit mit dem Fotografen Kimura Ihei, die Fotografie-Ausstellungen in Sakakura Junzōs japanischem Pavillon für die Pariser Weltausstellung von 1937 und für die New Yorker Weltausstellung von 1939. Seine Entwürfe für das japanische Propaganda-Magazin Front im Zweiten Weltkrieg definierte die Normen für das moderne japanische Design.
Im Jahre 1951 war Hara ein Gründungsmitglied des „Künstler-Clubs für Japanische Werbung“ (日本宣伝美術界, Nihon senden bijutsukai), der eine führende Rolle in der Nachkriegs-Entwicklung des japanischen Grafik-Designs bekam. Er war künstlerischer Leiter der Zeitschrift New Japan, Berater des Nationalmuseums für moderne Kunst in Tokio und Leiter der grafischen Abteilung der Kunstschule in Musashino. Im Jahre 1960 nahm er an der Gründung des Nippon Design Center teil. In den 1960er Jahren war er Mitglied des International Centers for the Typographic Arts (ICTA).
Im Jahr 1964 wurden Arbeiten von ihm auf der documenta III in Kassel in der Abteilung Graphik gezeigt. Hara arbeitete den größten Teil seines Lebens als freischaffender Künstler.